# نظریه ارک-ار
اُرک-اُر (به انگلیسی: Orch-OR) نام اختصاری یک نظریّهٔ خودآگاهی کوانتمی است. بانیان آن استوارت همروف و راجر پنروز هستند.
نظریّهٔ آگاهی کوانتومی مدعی است که فیزیک کلاسیک نمی‌تواند آگاهی را به‌طور کامل تبیین کند ولی پدیده‌های کوانتومی مثل درهم‌تنیدگی و برهم‌نهادگی ممکن است نقش مهمی در توصیف عملکرد مغز و تبیین آگاهی داشته باشند.

## مسئله ذهن – بدن از دیدگاه کلاسیکی

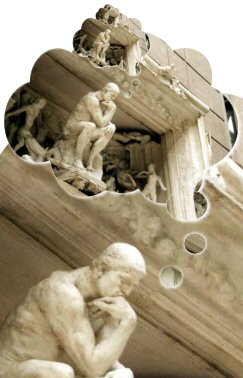
«مسئله ذهن–بدن» یکی از مسایل اساسی فلسفه ذهن است.

در مکانیک کلاسیکی جهان قابل اندازه‌گیری است، اندازه‌گیری‌ها حالت واقعی جهان را مشخص می‌کنند و رفتار پدیده‌ها دترمینیستی است. اگر موقعیت و سرعت اولیه مجموعه‌ای از ذرات مشخص باشد، آینده آن ذرات قابل پیش‌بینی است. وقتی این فرض‌ها به یک مشاهده گر نسبت داده می‌شود، نتیجه این است که با داشتن اطلاعات کافی در زمان حال، همه رفتار آینده مشاهده گر قابل توصیف خواهد بود. این موضوع باعث شده‌است که بسیاری از دانشمندان ایده دوگانه انگاری روح - جسم را که با دکارت در فلسفه مدرن مطرح شده بود، رد کنند و ذهن مشاهده گر را به وسیلهٔ حالات کلاسیکی اتم‌های بدن او توصیف کنند. لیکن بسیاری از فیلسوفان از دیدگاه کلاسیکی توصیف مادی مشاهده گر فرضی فیزیک نیوتنی را به عنوان تنها ابزار توصیف تجارب درونی مورد شک قرار دادند.
از آنجا که دائماً اتم‌های مغز در حال جایگزینی هستند، اطلاعات موجود در مغز، در اتم‌های جدید کپی می‌شود و ادراک در مغز جدید ادامه خواهد یافت. در شرایط خاص یک آزمایش فکری طراحی شده، این نوع از کپی شدن نتایج عجیبی در پی خواهند داشت. دانیل دنت در یک نقد قابل تأمل متذکر می‌شود مشاهده گر نیوتنی که دائماً به دلیل جایگزینی اتم‌های جدید در حال کپی شدن است، قبل از انشعاب کپی‌ها، هیچ راهی وجود ندارد که بفهمد ابن کدامیک از کپی‌ها است. این بیت اطلاعات فقط بعد از متفاوت شدن کپی‌ها بر او آشکار می‌شود. او این اطلاعات را نمی‌تواند قبل از انشعاب کپی‌ها بفهمدحتی اگر از حالات مادی هر دو کپی اطلاعات کاملی بدست آورد.

## انتقال به مکانیک کوانتوم
مکانیک کوانتومی به صورت چشمگیری وضعیت مشاهده گر و اندازه‌گیری‌ها را در توصیف پدیده‌ها دگرگون کرد. مسئله اندازه‌گیری چگونگی حضور یک مشاهده گر کلاسیکی را در جهان کوانتومی مطالعه می‌کند. جهان کوانتومی برهمنهی حالات متفاوت بسیاری را توصیف می‌کند، اما ادراک ما از آن برهمنهی، به صورت حالت کلاسیکی در جهان ماکروسکوپیک است، بدین معنی که همان زیر مجموعه کوچکی از حالات مختلف که با توجه به اصول مکانیک کوانتوم، اجازه برهمنهی دارند، تعداد کم اما مشخص از خصوصیاتی کلاسیکی مثل موقعیت و تکانه خواهند داشت. از این رو این سؤال که چگونه و چرا تجارب پدیداری ما به صورت جهان کلاسیکی، از درون مکانیک کوانتومی حاصل می‌شود، از مسائل اساسی و بنیادین تئوری کوانتوم می‌باشد.

## مشاهده در فیزیک کوانتوم

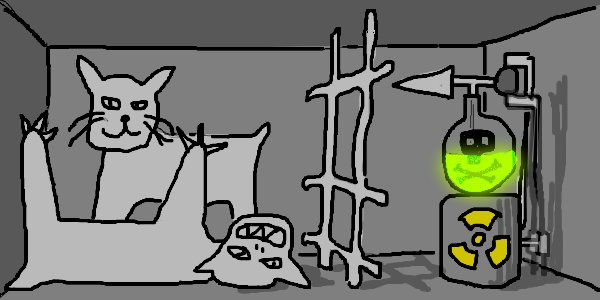
گربه شرودینگر مسئله‌ایست که مستقیماً به «مشاهده‌گر» مربوط می‌گردد.

شایعترین تفسیر استاندارد از مکانیک کوانتوم تفسیر کپنهاگی است که توسط بوهر و هایزنبرگ ارائه شده‌است. از دیدگاه کوانتوم کپنهاگی تابع موج فقط احتمال حضور ذره کوانتومی در فضا – زمان را نشان می‌دهد. از این رو این امواج احتمالاتی در طول زمان با توجه به معادلات ارائه شده پخش می‌شوند، لیکن وقتی مشاهده‌ای رخ می‌دهد این امواج در یک نقطه خاص متمرکز می‌شود و هویت ذره‌ای موج کوانتومی پدیدار می‌گردد، که معنی این ادعا این است که مشاهده، یک ذره را در یک جایگاه واقعی قرار می‌دهد، چرا که در آن لحظه، ذره به وسیلهٔ موج احتمال منتشر قابل تبیین نیست. از اینرو در مکانیک کوانتومی، مشاهده نقش منحصربه فردی بازی می‌کند (برخلاف مکانیک نیوتنی که مشاهده یک اتفاق در دینامیک پدیده‌ها است و فیزیک به کار خود ادامه خواهد داد چه اندازه‌گیری شود و چه نشود؟). اما در این زمینه سؤال مهمی مطرح می‌شود که: یک اندازه‌گیری شامل چه چیزهایی است؟ آیا حتماً این عمل به صورت آگاهانه صورت می‌گیرد (یعنی باید یک مشاهده گر هوشمند حضور داشته باشد)؟ چرا که اگر سیستم اندازه‌گیری، یک سیستم فیزیکی دیگر باشد، باز پدیده قابل توصیف به وسیلهٔ یک تابع موج خواهد بود؛ بنابراین دلیلی برای تقلیل تابع موج وجود ندارد.
از دیدگاه کپنهاگی، مکانیک کوانتوم تنها برای پیش‌بینی احتمال حالات مختلف قبل از مشاهدات خاص، کاربرد دارد. آنچه که یک مشاهده را تشکیل می‌دهد، مستقیماً توسط تئوری مشخص نمی‌شود، بلکه رفتار سیستم بعد از مشاهده کاملاً متفاوت از رفتار معمولی آن می‌باشد. طی مشاهده، تابع موج که سیستم را توصیف می‌کند به یکی از چندین حالت مختلف تقلیل می‌یابد. از این رو اگر مشاهده‌ای صورت نگیرد این تقلیل رخ نخواهد داد.
بر خلاف مکانیک کلاسیکی، در مکانیک کوانتوم هیج راهی برای تعیین حالات واقعی جهان وجود ندارد. تابع موج که سیستم را توصیف می‌کند به صورت برهمنهی‌های بزرگتری از حالات ممکن متفاوت منتشر می‌شود. گربه شرودینگر بیانی خاص از این موضوع است. بعد از تعامل با سیستم کوانتومی، تابع موج گربه، آن را به صورت برهمنهی از حالات مرده وزنده توصیف می‌کند. به وسیلهٔ مکانیک کوانتوم قابل پیش‌بینی خواهد بود که یک مشاهده گر که در حال مشاهده برهمنهی کوانتومی است، برهمنهی را توصیف خواهد کرد که در آن مشاهده گران متفاوت، چیزهای متفاوت خواهند دید. دقیقاً مثل گربه شرودینگر، مشاهده گر تابع موجی خواهد داشت که همه حالات ممکن را توصیف می‌کند، با وجود این در یک تجربه واقعی، یک مشاهده گر هرگز یک برهمنهی را احساس نمی‌کند. بلکه اغلب چنین احساس می‌کند که یکی از حالات ممکن با قطعیت رخ داده‌است. این تعارض واضح بین توصیف یک تابع موج و تجارب کلاسیکی، مسئله مشاهده (The Problem of Observation) نامیده می‌شود. طرفداران نظریه کوانتوم از این مسئله آگاه بودند و هریک موضع خاصی در مورد آن اتخاذ کرده‌اند.
هایزنبرگ و پائولی معتقد بودند که مشاهده گر باعث تقلیل تابع موج می‌شود. این ادعا هرگز کاملاً به وسیلهٔ بوهر پذیرفته نشد بلکه او این موضوع را تا حدودی مسئله‌ای معرفت شناختی و مربوط به اشکالات بازی زبانی که برای توصیف پدیده‌های کوانتومی بکار می‌بریم می‌دانست چرا که توصیف پدیده‌های کوانتومی به وسیلهٔ مفاهیم کلاسیکی از علل این تناقض و ناسازگاری‌ها است. البته در عین حال او تابع موج را توصیف کاملی از پدیده کوانتومی می‌دانست و با نگرشی کل گرایانه معتقد بود که پدیده کوانتومی مستقل، قابل توصیف نیست بلکه پدیده کوانتومی شامل مشاهده گر، دستگاه اندازه‌گیری و آن پدیده خاص می‌باشد.
آلبرت اینشتین با اینکه خود از اولین کسانی بود که ایده کوانتوم را مطرح کرده‌است، هیچوقت نتوانست فیزیک کوانتوم را به عنوان یک تئوری کامل بپذیرد، بلکه آن را تنها یک تبیین می‌دانست، او بدنبال واقعیاتی موجبیتی و مستقل از مشاهده گر می‌گشت و نتایج تئوری کوانتومی را نمی‌توانست تحمل کند چرا که دائماً می‌گفت: «نمی‌توانم باور کنم خدا تاس بازی می‌کند.»
آلبرت انیشتین، دوبروی و دیوید بوهم بر آن بودند که مکانیک کوانتوم ناقص است و تابع موج فقط یک توصیف آماری از یک ساختار عمقی تر موجبیتی می‌باشد و در حقیقت تابع موج فقط یک ابزار آماری برای مشاهده‌گری است که از متغیرهای پنهان ذات عالم ناآگاه هستند. جان بل در سال ۱۹۶۴ متغیرهای پنهان موضعی (Local Hidden Variable) را با استفاده از نامساوی خود رد کرد؛ ولی همچنان امکان وجود متغیرهای پنهان غیر موضعی وجود دارد.
دیوید بوهم تئوری خود را بر این اساس مطرح می‌کند و با فرمولاسیون نسبتاً پیچیده و مطرح کردن موج راهنما بر اساس متغیرهای پنهان غیر موضعی، تمام نتایج مکانیک کوانتومی را بدست می‌آورد، لیکن بنا به دلایل مختلف هنوز از طرف فیزیکدان‌ها پذیرفته نشده‌است. امروزه در میان فیزیکدانها، تفسیر کپنهاگی هایزنبرگ غالب است. در این دیدگاه مشاهده گر هوشیار باعث تقلیل تابع موج می‌شود و این ایده که در ۱۹۲۰ مطرح شد اولین پیوند بین فیزیک کوانتوم و خودآگاهی بوده‌است. یوجین ویگنر می‌نویسد:
از وقتی که تئوری‌های فیزیکی آنقدر توسعه داده شده‌اند که شامل پدیده‌های میکروسکوپی شود، مفهوم خودآگاهی دوباره نقشی اساسی پیدا کرد، چرا که فرمول بندی قوانین مکانیک کوانتوم بصورت کاملاً سازگار بدون ارجاع به خودآگاهی ممکن نبود.

## تئوری «تقلیل عینی هماهنگ» Orchestrated objective Reduction
یکی از مهم‌ترین تئوری‌های مطرح شده در حوزه خودآگاهی کوانتومی، تئوری «تقلیل عینی هماهنگ» می‌باشد که در پائین به صورت خلاصه به توصیف آن می‌پردازیم:
این تئوری توسط راجر پنروز (متخصص فیزیک نظری) و استوارت همروف (متخصص بیهوشی) به‌طور جداگانه مطرح شده‌است و سپس در سال ۱۹۹۰ ایده‌هایشان را تحت عنوان Orch-OR (تقلیل عینی هماهنگ) ارائه دادند. مطابق این تئوری خودآگاهی از مغز حاصل می‌شود و به ویژه در این تئوری تمرکز روی محاسبه‌های پیچیده‌ای است که در مکان‌های ارتباطی نورون‌ها یعنی سیناپس‌ها رخ می‌دهد. پنروز مسئله را از دیدگاه ریاضی و به ویژه تئوری ناتمامیت گودل بررسی کرد و همروف در یک پژوهش در مورد سرطان و بیهوشی و مطالعه روی نورون‌ها به این ایده رسید.

## تئوری ناتمامیت گودل
در سال ۱۹۳۱ ریاضی‌دان و منطق دان معروف، گودل، ثابت کرد که سیستم صوری F تعریف شده در زبان L که توانایی بیان حساب مقدماتی (Elementary Arithmetic) را داشته باشد، نمی‌تواند هم سازگار و هم کامل باشد. بعبارت دیگر در هر سیستم صوری سازگار که دارای اصول موضوعه و برهان‌های استنتاج تعریف شده‌است، همواره یک گزاره صادق وجود دارد که توسط اصول موضوعه آن سیستم قابل اثبات نیست. پنروز ابتدا فرض می‌کند که سیستم الگوریتمی A مدل تبیین‌کننده عملکرد ذهنی انسان باشد، سپس با استفاده از مسئله توقف در پردازش‌های ماشین تورینگ بر مبنای قضیه ناتمامیت گودل نشان می‌دهد همواره یک گزاره محاسباتی وجود دارد که سیستم A توانایی پیش‌بینی توقف آن را ندارد، در حالیکه ذهن انسان قادر به حل مسئله خواهد بود. از اینرو او نتیجه گرفت ذهن انسان به شیوه سیستم‌های صوری و اصول موضوعه‌ای عمل نمی‌کند. این بدین معنی است که ذهن دارای عملکردهای دیگری است که بر پایه الگوریتم‌ها (سیستم‌ها یا قواعد محاسبه) قابل تبیین نمی‌باشد. او این نوع عملکردها را عملکردهای محاسبه ناپذیر(non-computable) نامید. پنروز این فرضیه را در کتاب اول خود یعنی (The Emperors new mind ۱۹۸۹)، ارائه داد که فوراً به موضوعی بحث‌برانگیز تبدیل شد.

## سطح کوانتومی (The quantum Level)

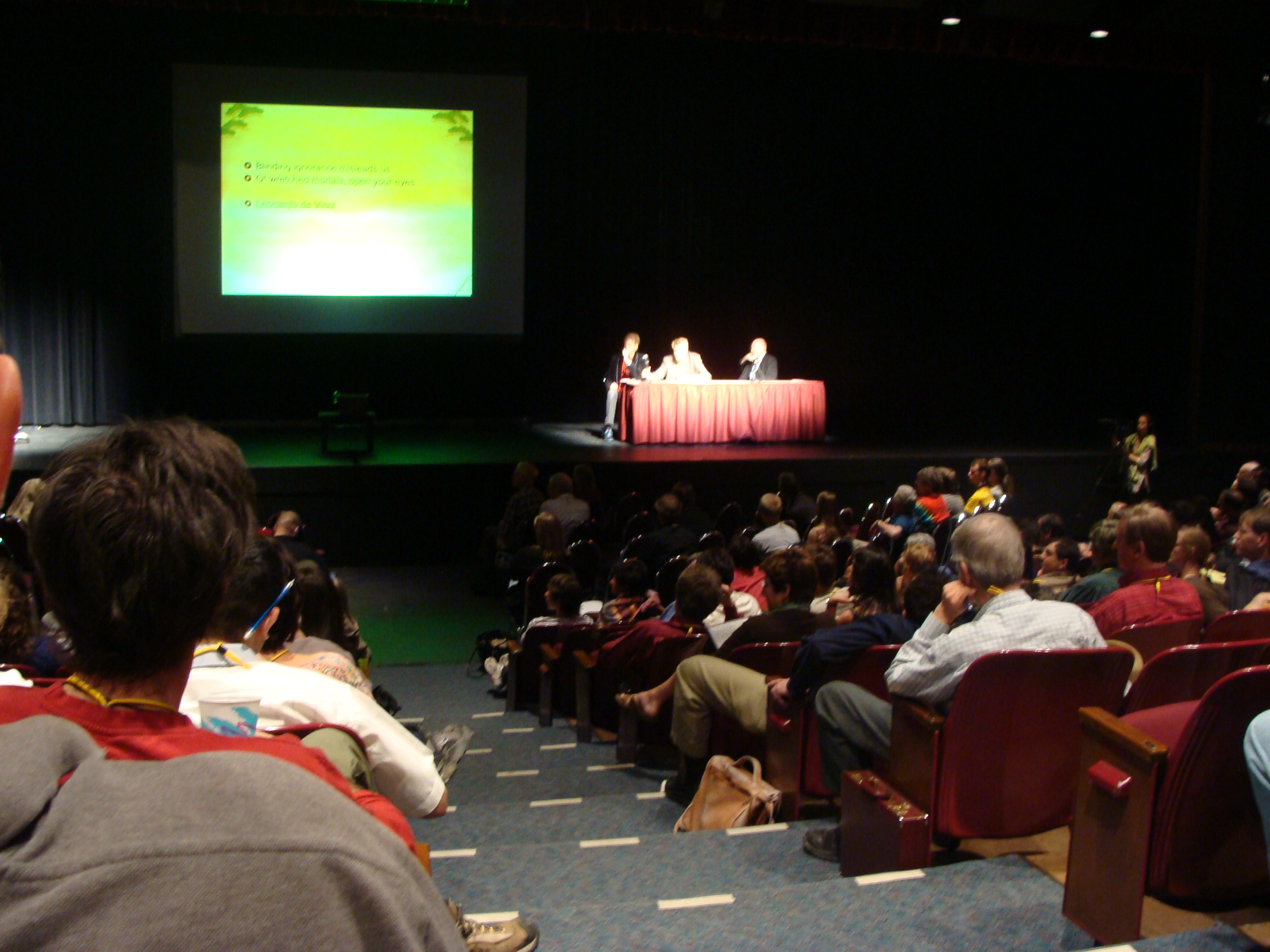
کنفرانس Toward A Science of Consciousness هر دو سال یک بار در توسان، آریزونا برگزار می‌شود. تصویری از این کنفرانس در سال ۲۰۰۸، در حال بررسی و بحث روی نظریه ارک-آر. بر روی سن در تصویر، ستانیسلاس دوهین، کریستف کخ، و مایکل تای دیده می‌شوند.

پنروز به این نتیجه رسید که بعضی از عملکردهای مغز انسان ممکن است به وسیلهٔ الگوریتم‌ها حاصل نشده باشد. از آنجا که قوانین فیزیکی به وسیلهٔ مدل‌های الگوریتم توصیف می‌شوند، نتوانست از خصوصیات و فرایندهای فیزیکی در این زمینه استفاده کند. از اینرو تئوری کوانتوم را به عنوان یک الگوی مناسب پذیرفت.
در تئوری کوانتوم، واحدهای پایه‌ای، یعنی ذرات کوانتوم (کوانتا) از بعضی جهات کاملاً متفاوت از اشیائی است که در جهان بزرگ ابعاد کلاسیک دیده می‌شود. وقتی این ذرات به اندازه کافی از محیط جدا شوند، آن‌ها به صورت موج قابل توصیف هستند. البته این امواج شبیه امواج مکانیکی مثل امواج سطح دریا نیستند بلکه امواج کوانتومی اساساً امواج احتمالاتی هستند که احتمال پیدا کردن یک ذره را در یک موقعیت خاص بیان می‌کنند. قله موج مکانی را مشخص می‌کند که بالاترین احتمال پیدا کردن ذره وجود دارد. موقعیت‌های متفاوت ممکن یک ذره، برهمنهی یا برهمنهی کوانتومی نامیده می‌شود.
تا اینجا در مورد یک ذره مجزا صحبت شد حال اگر این ذره کوانتومی اندازه‌گیری شود یا در تعامل با محیط واقع گردد، خصوصیت موجی آن ناپدید می‌شود و کوانتا در یک نقطه خاص یافت می‌شود. این تغییر معمولاً تقلیل تابع موج نامیده می‌شود. هنگامی که تقلیل رخ می‌دهد، انتخاب موقعیت برای ذره کاملاً تصادفی است و این یک انحراف واضح از فیزیک کلاسیک است. هیچ فرایند علت – معلولی یا سیستم الگوریتمی وجود ندارد که بتواند انتخاب موقعیت خاص توسط ذره را توصیف کند.
این موضوع برای پنروز کاندید مناسبی جهت مبنای فیزیکی آن فرایند غیر محاسبه‌ای (non-computable) بود که ادعا می‌کرد شاید در مغز وجود داشته باشد.

## تقلیل عینی (objective Reduction)
مطابق دیدگاه رایج تقلیل تابع موج یک کوانتا فقط موقع اندازه‌گیری یا در حال تعامل با محیط صورت می‌گیرد. پنروز مدعی شد یک کوانتا که در حال تعامل با محیط یا اندازه‌گیری نیست و از محیط کاملاً جدا شده‌است، ممکن است به طریق متفاوتی تقلیل پیدا کند. در این زمینه او فرضیه خود را بر تئوری نسبیت عام انیشتین و ایده خاص خودش در مورد ساختار ممکن فضا- زمان بنا نهاد.
نسبیت عام نشان می‌دهد که فضا- زمان به وسیلهٔ اشیاء بزرگ انحنا پیدا می‌کند. پنروز به قصد آشتی نسبیت عام و تئوری کوانتوم، مدعی شد که در ابعاد بسیار کوچک این فضا- زمان منحنی، پیوسته نیست، بلکه شبکه‌ای خاص و ناپیوسته تشکیل می‌دهد.
پنروز فرض می‌کند که هر برهمنهی کوانتومی منحنی فضا- زمان خاص خود را دارد. مطابق تئوری او این بیت‌های متفاوت منحنی فضا- زمان، از همدیگر جدا هستند و اشکال تاول مانند در فضا- زمان ایجاد می‌کنند. او ضمناً برای اندازه‌گیری این حباب‌های فضا-زمان محدودیتی به اندازه ثابت پلانک قائل شد و بر آن بود که در اندازه‌های بالاتر از ثابت پلانک، فضا- زمان به صورت پیوسته دیده می‌شود و جاذبه اثر خودش را بر منحنی فضا- زمان اعمال می‌کند، از این رو تابع موج در اندازه‌های بالای ثابت پلانک نا پایدار شده و به یکی از موقعیتهای خاص ذره تقلیل می‌یابد که پنروز این اتفاق را تقلیل عینی می‌نامید.
یک نتیجه مهم تقلیل عینی پنروز این است که زمان تقلیل تابعی از جرم/ انرژی ماده‌ای است که دچار تقلیل می‌شود؛ بنابراین هرچه برهمنهی بزرگتر و بیشتر باشد تقلیل عینی سریعتر رخ می‌دهد و برعکس هرچه برهمنهی کمتر باشد تقلیل کندتر رخ خواهد داد؛ مثلاً یک الکترون جهت تقلیل عینی نیاز به ۱۰ میلیون سال دارد و برای یک کیلوگرم جرم (مثلاً گربه شرودینگر) آستانه رسیدن به تقلیل عینی حدوداً ۱۰ ثانیه‌است؛ بنابراین اشیائی که اندازه‌هایی بین الکترون و یک گربه دارند در یک بازه زمانی که متناسب با زمان پردازش‌های نورونی است، تقلیل می‌یابد.
آستانه تقلیل عینی پنروز از اصل عدم قطعیت E = h/t بدست می‌آید. E انرژی گرانشی یا میزان جدایی فضا- زمان بدست آمده به وسیلهٔ جرم برهمنهی شده و h ثابت پلانک تقلیل یافته و t زمان لازم برای رخ دادن تقلیل عینی است. در حال حاضر شواهدی به نفع تقلیل عینی پنروز وجود ندارد لیکن قابل آزمایش است و می‌توان شرایطی را جهت تست این ایده مهیا کرد.
مطابق تئوری پنروز در مورد خودآگاهی، انتخاب حالت موقع تقلیل عینی همانند تقلیل پس از اندازه‌گیری یا تعامل با محیط، به صورت اتفاقی رخ نمی‌دهد، درضمن کاملاً هم الگوریتمی نیست. بلکه پیشنهاد شده‌است که انتخاب این حالات متأثر از سطح بنیادین هندسه فضا- زمان در ابعاد ثابت پلانک می‌باشد.
پنروز مدعی شد این تئوری، ایده‌ای افلاطونی است که نمایانگر حقایق ریاضی محض می‌باشد. حدود ۲۰۰۰ سال پیش فیلسوف یونانی، افلاطون چنین اشکال و ارزش‌هایی را در یک جهان انتزاعی مطرح کرده‌است. پنروز قلمرو افلاطونی را در ابعاد پلانک قرار داد. از اینرو معتقد به سه جهان بود: جهان فیزیکی، جهان ذهنی و جهان ریاضی افلاطون.

## مدل تقلیل عینی هماهنگ

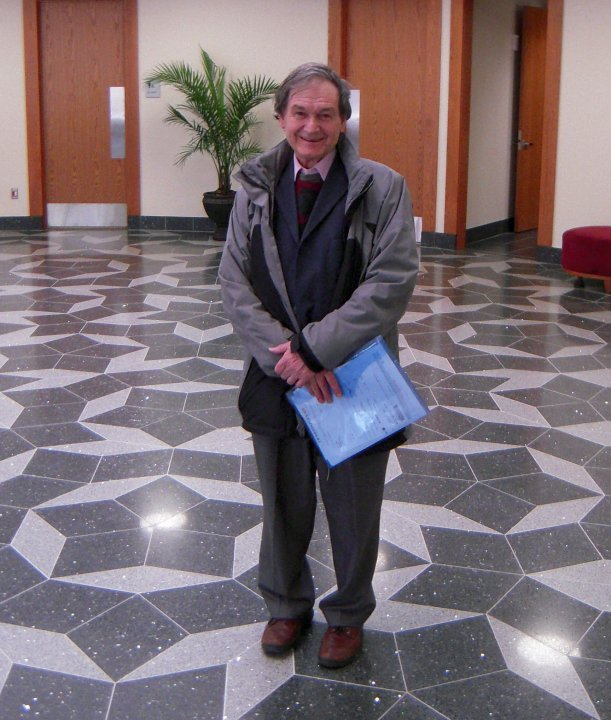
راجر پنروز پیش از یک سخنرانی در دانشگاه تگزاس A&M

راجر پنروز در کتاب اول خود (Emperors of new mind 1989)، در مورد جزئیات اینکه چگونه می‌توان این ایده را در مورد مغز مطرح کرد، سخنی نگفت. همروف وقتی کتاب پنروز را خواند به او پیشنهاد کرد ساختارهای مناسبی در نورون‌ها وجود دارد که می‌توانند کاندید مناسبی برای پردازش کوانتومی و نهایتاً تبیین خودآگاهی باشند. مدل تقلیل عینی هماهنگ (Orch-OR) نتیجه همکاری این دو دانشمند بوده‌است که در کتاب دوم پنروز در مورد خودآگاهی (Shadows of the Mind 1994) مطرح شده‌است. نقش همروف در این تئوری نتیجه مطالعات او روی نورون‌های مغزی بوده‌است.
علاقه او بیشتر روی اسکلت سلولی (Cytoskeleton) متمرکز شده بود که ساختار حمایتی درونی برای نورون می‌باشد و به ویژه میکروتوبول‌ها که مهم‌ترین جزء اسکلت سلولی هستند. با پیشرفت عصب‌شناسی نقش و اهمیت میکروتوبول و اسکلت سلولی بیشتر شناخته شده‌است.
میکروتوبول‌ها علاوه بر مهیا کردن ساختاری حمایتی از سلول، در انتقال مولکول‌ها مثل واسطه‌های شیمیایی که به سیناپس‌ها متصل می‌شوند، نقش دارند و شکل، رشد و حرکت سلول را کنترل می‌کنند. همروف میکروتوبول‌ها را به عنوان کاندید مناسبی برای پردازش کوانتومی پیشنهاد داده‌است.
میکروتوبول‌ها از زیر واحدهایی بنام پروتئین‌های توبولین تشکیل شده‌است. دیمرهای پروتئین توبولین، بسته‌های هیدروفوبیک دارد که از هم فاصله دارند که ممکن است الکترون‌های π نامتعین داشته باشند. توبولین‌ها در ضمن دارای مناطق غیرقطبی کوچکتری هستند. به عنوان مثال در هر توبولین ۸ اسید آمینه تریپتوفان وجود دارد که حاوی حلقه‌های سرشار از الکترون‌های π می‌باشد که حدود nm2 از هم فاصله دارند. همروف مدعی شد که الکترون‌های π به اندازهٔ کافی نزدیک هستند که به صورت درهم‌تنیدگی کوانتومی در آیند. درهم‌تنیدگی کوانتومی حالتی است که در آن ذرات کوانتومی می‌توانند همدیگر را به صورت آنی از راه دور تحت تأثیر قرار دهند، یعنی پدیده‌ای که در اشیاء ماکروسکوپیک با قوانین کلاسیکی ممکن نیست.
همروف معتقد بود تعداد زیادی از الکترون‌های π زیر واحدهای توبولین میکروتوبول می‌توانند پدیده بوز-اینشتین را ایجاد کنند.
این پدیده هنگامی رخ می‌دهد که تعداد زیادی از ذرات کوانتومی هم فاز شوند و به صورت یک شئ کوانتومی نمود پیدا کنند؛ یعنی خصوصیات کوانتومی در اندازه‌های ماکروسکوپی رخ می‌دهد. از این رو همروف پیشنهاد می‌کند چنین خصوصیتی از فعالیت کوانتومی که معمولاً در اندازه‌های بسیار کوچک رخ می‌دهد می‌تواند تشدید یابد بطوری که تأثیر زیادی در مغز داشته باشد.
همروف مطرح کرده‌است که چگالیده‌های درون میکروتوبول در یک نورون می‌تواند با چگالیده‌های میکروتوبول‌های دیگر نورون‌ها و سلول‌های گلیال از طریق اتصالات شکافی(Gap Junction) تماس پیدا کنند. اتصالات شکافی اتصالات متفاوتی از سیناپس‌ها هستند که در آن فاصله بین نورون‌ها آنقدر کوچک است که ذرات کوانتومی توسط فرایندی بنام تونل کوانتومی از آن عبور می‌کند. او مدعی شد که اشیاء کوانتومی مثل چگالیده‌های بوز-اینشتین که در بالا ذکر شده‌است می‌توانند بدین طریق به دیگر سلول‌ها انتقال یابند و بنابراین در ناحیه بزرگی از مغز به عنوان یک شئ کوانتومی منفرد منتشر شوند. او همچنین مطرح کرده‌است که عملکرد این پدیده کوانتومی در ابعاد بزرگ منشأ امواج گاما در نوار مغز است که با خودآگاهی مرتبط است و نقش اتصالات شکافی را در ایجاد نوسانات گاما با اشاره به مطالعات تأییدی در این زمینه مورد تأکید قرار داده‌است. Orchestrated در Orch.OR بدین معنا است که پروتئین‌های اتصالی مثل پروتئین‌های همراه میکروتوبول (MAPs)، پردازش کوانتومی میکروتوبول‌ها را تحت تأثیر قرار می‌دهند یا هماهنگ می‌کنند.